# 이집트 제11왕조
이집트 제11왕조는 이집트 제1중간기 때에 건립되어 중왕국 시대의 문을 연 왕조이다. 대략적으로 기원전 2134년부터 기원전 1991년까지 존속하였다.
왕조의 개창자인 멘투호테프 1세는 테베의 총독이었으나, 멤피스의 중앙정부가 무너진 이후 독립하여 헤라클레오폴리스의 9, 10왕조와 대립하였다. 인테프 1세부터는 파라오 칭호를 사용하였으며, 이후 3대에 걸쳐 서서히 헤라클레오폴리스가 있는 북쪽으로 진격한다.
4대째인 멘투호테프 2세 대에 이르러 제11왕조는 제10왕조를 정복하고 이집트를 재통일하는 데 성공한다. 그러나 멘투호테프 2세 사후 20년이 지나지 않아 그의 손자 멘투호테프 4세가 재상 아메넴헤트(아메넴헤트 1세)에게 왕위를 물려주면서(혹은 왕위강탈) 왕조의 역사가 끝난다.

## 역대 파라오
- 멘투호테프 1세 - 테베의 총독
- 인테프 1세(기원전 2134년~기원전 2117년)
- 인테프 2세(기원전 2117년~기원전 2069년)
- 인테프 3세(기원전 2069년~기원전 2060년)
- 멘투호테프 2세(기원전 2060년~기원전 2010년)
- 멘투호테프 3세(기원전 2010년~기원전 1998년)
- 멘투호테프 4세(기원전 1998년~기원전 1991년)